# قرار مجلس الأمن التابع للأمم المتحدة رقم 2617
قرار مجلس الأمن التابع للأمم المتحدة رقم 2617 الصادر بالإجماع في 30 ديسمبر 2021، والذي جدد ولاية المديرية التنفيذية للجنة مكافحة الإرهاب، وهي هيئة الخبراء التي تدعم هيكل الأمم المتحدة لمكافحة الإرهاب حتى 31 ديسمبر 2025، مع مراجعة مؤقتة من المقرر إجراؤها في ديسمبر 2023.

## روابط خارجية
- نص القرار في undocs.org